# Ladislav Hojer
Ladislav Hojer (15. března 1958 – 7. srpna 1986, Praha) byl český sadistický sériový vrah a kanibal, který mezi lety 1978 až 1981 zavraždil na území Československa celkem 5 žen. Za tyto činy byl odsouzen k trestu smrti a dne 7. srpna 1986 byl popraven v Praze v pankrácké věznici.

## Biografie
Ladislavův otec zemřel na rakovinu, když byl Ladislav ještě malý. Jeho matka se podruhé vdala, ale brzy zemřela na rakovinu také. Nevlastní otec se odstěhoval, takže Ladislav zůstal bydlet sám s bratrem Jaroslavem v bytě v Motole. Po ukončení zvláštní školy se vyučil sklenářem. Jeho IQ bylo 88, což je na spodní hranici průměru. Ve škole patřil mezi průměrné žáky, ničím na sebe neupozorňoval – snad kromě toho, že neměl žádné kamarády a vedl od mládí samotářský život. Nikdy neměl žádnou vážnou známost ani pohlavní styk za normálních okolností. Krátce před dopadením žil v bytě sám, protože jeho bratr nastoupil vojenskou službu. Byl zatčen 11. února 1982 v souvislosti s vyšetřováním vraždy Anny Š., spáchané začátkem října 1981. Při výslechu naznačil existenci dalších obětí. Postupně se přiznal k dalším čtyřem vraždám a osmnácti znásilněním nebo pokusům o ně.

## Oběti
- Eva R. (29 let) – Svou první vraždu spáchal v noci z 1. na 2. listopadu 1978 v Děčíně, kam se vydal, aby podle svých slov „poznal krásy naší země, ale také se podíval po nějaké ženské“. Návštěvu Děčína plánoval od chvíle, kdy tudy projížděl autobusem při cestě do Německa. Evu R. napadl na nábřeží Labe, kam odešla z kina, srazil ji k zemi, bezvládnou odtáhl do křoví, kde ji uškrtil. Pohlavní styk s mrtvolou nevykonal, pouze nad ní onanoval. Při odchodu z místa činu jí do odhaleného genitálu zastrčil kopřivu utrženou v okolí.[2] Eva byla ve svých 29 letech potřetí vdaná. V den vraždy odešla od manžela, se kterým navštívila kino, aby se na místě zločinu setkala se svým milencem. Ten si však schůzku na poslední chvíli rozmyslel. Podezření tak padlo na oba muže. Při vyšetřování byli zjištěni další milenci, mezi kterými došlo ke křivému obviňování. Podobně jako v několika následujících případech, i nyní se objevil člověk, který se k vraždě doznal, aby na sebe upoutal pozornost.[1]

- Ivona S. (25 let) – Druhou ženu zavraždil nad ránem 9. února 1980 v nočním vlaku R770 z Prahy do Děčína. Tuto studentku medicíny posadil do vlaku její manžel, vojenský důstojník, aby se do cíle cesty dostala co nejdříve. Sám cestoval pozdějším vlakem. Hojer byl v té době sám vojákem základní vojenské služby. Do Děčína jel podle svých slov za kamarádem. Ivonu S. si vyhlédl už při nástupu do vlaku. Když odešla z kupé na toaletu, vnikl za ní pomocí obyčejného klíče FAB a uškrtil ji dvěma prsty a její vlastní šálou. V kabince nebyl na manipulaci s tělem dostatek místa a proto opět pouze masturboval. Z okna vlaku vyhodil Ivoninu kozačku. Ve stanici Ústí nad Labem vystoupil a asi za dvě hodiny se vrátil dalším vlakem zpět do Prahy. Tělo Ivony S. bylo nalezeno kolem osmé hodiny ranní úklidovou službou ČSD. Svědek si v Ústí všiml štíhlého vojáka, který někam spěchal, ale nedokázal ho blíže popsat. Protože se podařilo zjistit totožnost 46 ze 47 pasažérů, stal se tento voják hlavním podezřelým. Hojer měl však alibi, protože ve vojenské posádce jeho absenci v den vraždy nezaregistrovali. Vyšetřování doprovázela řada nejasností. Jedním z podezřelých se stal pracovník drah, který spáchal sebevraždu. V jeho bytě se našly novinové výstřižky týkající se případu a anglicky psaná lékařská kniha, ačkoliv sám anglicky neuměl. Před kolegy se zmínil o tom, že doufá v rychlý konec vyšetřování. Dalším podezřelým byl vzdálený příbuzný zavražděné, který, ačkoliv se skoro neznali, se na jejím pohřbu zhroutil a spáchal sebevraždu. Ztracená igelitová taška s Ivoniným oblečením se nikdy nenašla. Ve své době se jednalo o silně medializovaný případ.

- neznámá (25–35 let) – V srpnu 1980, opět během své vojenské dovolené, jel navštívit kamaráda, tentokrát do Košic. Rozhodl se pro vycházku k ružínské nádrži, která patřila k vyhledávaným rekreačním lokalitám. Kvůli nepřízni počasí však bylo místo opuštěné. Na břehu si pouze všiml osamělé ženy, která pozorovala přehradu. Na rozdíl od jiných svých útoků se tentokrát Hojer ani nepokusil o navázání hovoru a ženu zezadu okamžitě napadl. Při jejím škrcení u něj však došlo k předčasné ejakulaci, čímž o ni ztratil zájem. Její mrtvolu ovázal nalezeným drátem, zatížil kamenem a odtáhl do vody. Po činu si v nádrži ještě zaplaval. Tělo bylo objeveno chataři až 11. října 1981 již ve značném stádiu rozkladu (hlava a zápěstí byly nenásilně odděleny od těla). Podle oděvu značky Triola se jednalo o československou státní příslušnici ve věku 25–35 let. Žena v minulosti neprodělala žádnou operaci ani významnější zranění, což znemožnilo využití lékařských záznamů k identifikaci. Více informací se i kvůli liknavosti slovenských vyšetřovatelů zjistit nepodařilo a totožnost této ženy je dodnes neznámá.

- Ivana M. (20 let) – 30. ledna 1981 v ranních hodinách byl průvodčím chycen ve vlaku bez platné jízdenky a na nejbližší železniční stanici Brno hlavní nádraží byl vyhozen z vlaku. Celý den se procházel po městě Brně. Až kolem třetí hodiny ranní narazil na tramvajové zastávce Celní na atraktivní osmnáctiletou Ivanu M., která se vracela z plesu brněnské zoo. Pokusil se s ní mluvit, ale Ivana se dala na útěk. Hojer ji strhl na zem a odtáhl do parčíku v ulici Jílová, kde se ji pokusil znásilnit, pobodal ji a nakonec i uškrtil. Poté jí štěpařským nožem odřízl prsy a genitál, které si odvezl v igelitové tašce domů. Nejprve mu sloužily k sebeukájení, poté zevní část genitálu mrtvé oholil, spolu s oběma prsy uvařil ve slané vodě a část snědl. Pokrm mu však nechutnal a proto vše spláchl do záchodu a hrnec vyhodil.[2] Na těle oběti bylo při ohledání nalezeno 39 bodných ran povrchového charakteru. Na místě činu nechal bez povšimnutí peněženku, šperky i hodinky zavražděné. Mezi první podezřelé patřila početná řecká komunita, se kterou se Ivana často stýkala. K vraždě se v dopise na rozloučenou doznal student z Jordánska před tím, než se neúspěšně pokusil spáchat sebevraždu. Později uvedl, že se k vraždě doznal, aby odvrátil pozornost od svých studijních neúspěchů, čímž by pošpinil pověst rodiny více než vraždou.[3][4][5]

- Anna Š. (51 let) – Poslední vraždu spáchal 3. října 1981 po 22. hodině nedaleko svého bydliště u můstku přes Motolský potok v Praze 5. Číhal zde na nějakou oběť minimálně hodinu až kolem procházela jedenapadesátiletá Anna Š., vracející se z večerního koncertu. Kvůli její dobré postavě ji považoval za mladší a rozhodl se, že ji přemluví k pohlavnímu styku. Rozhovor se omezil na čtyři věty, poté ženu napadl, rozřízl jí nožem šaty a punčochy a znásilnil ji. Nakonec jí přetáhl punčochu přes hlavu a uškrtil ji, aby ho nemohla identifikovat. Přes hlavu jí při odchodu přehodil kabát, takže nikdo kromě vraha a vyšetřovatelů nemohl znát příčinu smrti. Její výkřik slyšelo velké množství svědků, ale nikdo si ho nespojil s násilným útokem. Tělo objevil náhodný svědek, který chtěl ve křoví vykonat potřebu. Tato jediná vražda Hojera znepokojovala. Odehrála se asi 300 metrů od jeho bydliště a chodil tudy do zaměstnání ve sklářské dílně. Obával se, že si na něm lidé něčeho všimnou a tím se prozradí. K vraždě se několikrát doznal ve své oblíbené hospodě, ale nikdo ho nebral vážně.

- Pokus o vraždu – Jen šťastnou náhodou jeho útok přežila mladá dívka, kterou přepadl na tramvajové zastávce, kde seděla opilá na obrubníku. Odvlekl ji do nedalekého parčíku, kde ji svlékl do naha a pokusil se ji znásilnit. Při souloži měl však problém s erekcí a proto ji alespoň přinutil k orálnímu sexu, při kterém ji zbil. Také jí strkal do přirození různé předměty a žádal ji, aby si tam strčila ruku. Celou dobu jí zakrýval ústa a tlačil na krk, takže několikrát ztratila vědomí. Dívce se podařilo Hojera přesvědčit, aby pokračovali u ní doma, kde je nebude nikdo rušit. Požádala ho, aby ji oblékl, protože nemohla jít po ulici nahá. Hojer ji proto pustil a navlékl jí šaty. Dívka se mu však vytrhla a rozběhla se po ulici pryč. Hojer ji dostihl, srazil na zem a poté její hlavou několikrát udeřil o chodník. Její křik zaslechl policista, který se náhodou vyklonil z okna a útočníka okřikl slovy „Necháš ji!“. Hojer se zraněné dívce ještě posmíval a poté utekl.

## Vyšetřování, odsouzení a trest
Zatčen byl na základě výpovědi duševně nemocného pacienta, který se přiznal k vraždě Anny Š., avšak vyšetřováním bylo zjištěno, že v době činu byl bezpečně za mřížemi. Věděl však, jakým způsobem byla zavražděna, což byla dosud nezveřejněná informace. Muž nakonec vypověděl, že mu kamarád na procházce ukazoval místo činu a vyprávěl, jak zde byla Anna zabita. Tím kamarádem byl Hojer, který se při výslechu k této vraždě přiznal. Později byly zjištěny částečky látky z jeho kalhot na oděvu zavražděné a naopak a jeho krevní skupina se shodovala se vzorky slin a spermatu zajištěnými na místě činu. Hojer také označil mezi svými věcmi nůž, který použil k rozřezání oděvu oběti.
Během roku 1982 se přiznával k dalším vraždám, jejichž výčet se zastavil na čísle pět. Kriminalisté se domnívali, že má na svědomí minimálně ještě další dvě vraždy, ke kterým se však nepřiznal. Přiznání prováděl výlučně písemně, protože se za některé ze svých skutků styděl a odmítal o nich s kýmkoliv mluvit.
Za své brutální činy byl odsouzen k trestu smrti. Své doznání jednou stáhl. Ačkoliv stále existovala možnost, že byl pachatelem dalších trestných činů, bylo vyšetřování z obavy, že se Hojer pokusí zmást vyšetřovatele falešnými přiznáními, brzy uzavřeno. Poprava musela být kvůli jeho nemoci dvakrát odložena. Před vykonáním trestu se bál smrti. Před exekucí se vzpouzel (při potyčce zlomil asistentovi kata prst), pak se i pokálel. Hojer byl popraven 7. srpna 1986 v Pankrácké věznici.

## Osobnost
Podle znaleckých posudků z oboru psychiatrie, sexuologie a psychologie byl primitivní psychopat, amorální, asociální osobnost se schizoidními rysy a agresivními tendencemi. Trestného jednání se dopouštěl při neporušeném vědomí a s rozmyslem znesnadnit svoje odhalení. Byl schopen své opakované jednání brzdit a korigovat. Jeho postoj k obětem svědčí o bezcitnosti a brutalitě, o absenci aspoň dodatečného soucitu, výčitek svědomí či lítosti.
Z posudků vyplývalo, že:
1. duševní porucha nebyla zjištěna
2. resocializace, byť dlouhodobým trestem, není možná
3. ochranné léčení v uzavřeném psychiatrickém ústavu není navrženo.

Jistým vodítkem k objasnění motivů Hojerova počínání byly jeho výlučně negativní zkušenosti se ženami. O navázání známosti se pokusil pomocí inzerátu. Na smluvenou schůzku dorazila upravená žena, která si slibovala seznámení s finančně zajištěným mužem středního věku. Hojer ji svým vzhledem, klátivou chůzí a hrubým vystupováním odpuzoval natolik, že po několika minutách odešla. Mnohem slibněji se pro Hojera vyvíjelo seznámení s mladou ženou, kterou potkal na večírku s kamarády. Ta mu nabídla pohlavní styk ve vedlejší místnosti. Je pravděpodobné, že ve chvíli, kdy se žena sama stala aktivní a vysvlékla se, propadl Hojer panice. Odhodil ji tak silně, že proletěla skleněnou výplní dveří a z bytu uraženě utekl. Později se dozvěděl, že tuto dívku přemluvili k sexu s ním jeho známí. O ženách se vyjadřoval vždy velice vulgárně a pohrdavě, v jejich přítomnosti byl však spíše pasivní a nejistý. Nevěděl, jak s ženami komunikovat, a často si představoval scény, ve kterých ho bezmocná dívka prosila o slitování.
Během vyšetřování a zvláště rekonstrukcích si Hojer vybudoval zvláštní, až téměř kamarádský vztah ke kriminalistům. Vrchní vyšetřovatel Jiří Markovič ho chtěl dokonce pozvat k sobě domů na kávu. Tento nápad mu nakonec rozmluvili kolegové. Při objasňování slovenské vraždy nebyla k dispozici figurantka, a proto musel k Hojerově radosti roli oběti sehrát právě Markovič. Rekonstrukce byly často velmi problematické, protože se Hojer až příliš vžíval do situace, a proto byly živé figurantky raději nahrazeny figurínami. Při některých rekonstrukcích se vyšetřovatelé setkali s výhrůžkami přihlížejících občanů, kteří se dožadovali Hojerova vydání a lynčování. Hojer nechápal jejich reakci, což jasně svědčí o jeho neschopnosti porozumět závažnosti svých zločinů.
Dalším výrazným prvkem Hojerovy osobnosti byl velice černý smysl pro humor. Jednou například nabídl kriminalistům v autě, že když mu zastaví u dvou stopařek, které zrovna míjeli, tak je „vošuká a zabije“, aby měli rychle vyšetřený případ. Pozoruhodným byl i jeho značně primitivní způsob vyjadřování. Používal obraty jako „ubral sem jí kyslík; chytil sem ji za tlamu; zůstala mi pod rukama; bylo mi jedno jakou drbnu, hlavně že měla dobrou kostru“ atp. Jako svoje motto uvedl rýmovačku „Když se ocas postaví, mozek se mi zastaví.“ Hrozící trest smrti si do poslední chvíle nepřipouštěl a svůj pobyt ve vazbě si dokonce užíval. Bylo to poprvé v jeho životě, kdy se stal středobodem něčího zájmu.

## Filmová adaptace
Metoda Markovič: Hojer je krimi seriálem z produkce Voyo Original, který byl oceněn jako nejlepší seriál ve střední a východní Evropě na mezinárodním festivalu televizní a online seriálové tvorby Serial Killer. 
Seriál je dostupný výhradně na platformě Oneplay a zaměřuje se na kriminální případ Ladislava Hojera, přičemž klade důraz na psychologickou složitost jeho charakteru a morální dilemata spojená s jeho činy.
Významná je zvláště postava vyšetřovatele Jiřího Markoviče, jejíž metody jsou využívány k odhalení a dopadení sériového vraha. Toto ztvárnění nabízí pohled do složitosti a výzev, kterým čelí policejní práce.
V roli Ladislava Hojera se představuje Petr Uhlík, jehož herecký výkon je široce oceňován pro jeho hloubku a autentičnost.